# ベニザケ
ベニザケ（紅鮭、学名: Oncorhynchus nerka、英: Sockeye salmon）は、サケ目サケ科に属する魚。英読みのままソッカイとも呼ばれる。一生を淡水で過ごす湖沼残留型（陸封型）の個体はヒメマスと呼ばれる。学名の種小名である nerka は、ロシア語での呼称 нерка（ニェールカ）に由来する。

## 特徴
体長は50 cm 程度で、大きな個体では70 cm 以上に達する。
体色は、海洋生活期には銀白色で腹は白みがかっている。成熟するにつれ、オス・メスともに、頭部を除く全身に婚姻色である紅色が発現し、遡上前後の個体は鮮やかな紅色に染まり、この色が名前の起源となっている。メスはやや退色することが多い。尾びれに黒色点や銀色放射条がない。また産卵期のオスは、背部がラクダのコブのように盛り上がり、カラフトマスに近い体形となる。
産卵後は両性とも数週間以内に命を終える。

## 生態
自然分布する降海型の個体は、千島列島・カムチャツカ半島からアメリカ合衆国ワシントン州のコロンビア川以北（北緯40度以北）にかけての北太平洋・ベーリング海・オホーツク海に棲息する。水温が低下する冬期には南部へ移動し、水温が上昇する時期には北部へ移動する。千島列島側では択捉島ウルモベツ湖（得茂別湖）が降海の生息南限とされる。日本では、北海道東部の阿寒湖とチミケップ湖にベニザケの湖沼残留型（陸封型）であるヒメマスが天然分布し、択捉島を除き降海型のベニザケは分布していない。海洋での生息適水温は約3℃から13℃で、上限塩分濃度は33.46 psuと狭い。遺伝的には3グループに分けられ、択捉島のトウロ沼（ロシア名：ソポチノエ湖）産と支笏湖産では遺伝的類似性が乏しい。

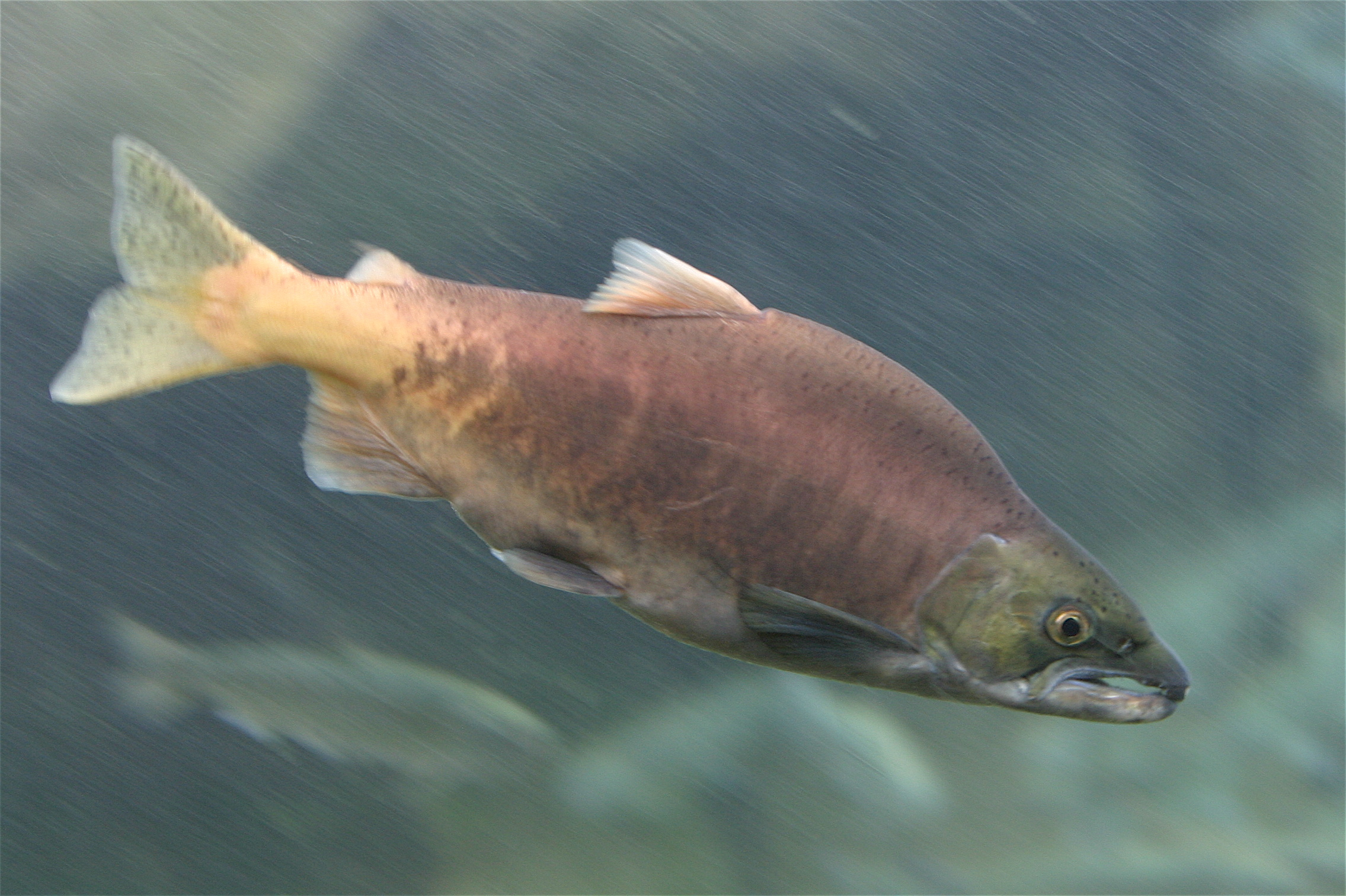
水族館でのベニザケ

シロザケとは異なり、孵化・浮上した年には自然状態での降海をしない。ギンザケやマスノスケのように、河川の上流で生まれた個体は途中の湖などで1年から数年ほど過ごし、8 cm - 15 cmに成長して春にスモルト化した個体が降海するが、早熟なオスでは短期間（1年未満）の淡水生活の後に降海するものや、河川あるいは河口域に留まる個体もいる。そのため、産卵・繁殖するための河川には途中に湖沼がある場合が多い。生まれた河川に戻る母川回帰性はサケ類中でも強く、生まれた支流まで正確に突き止めて遡上する。成熟にかかる期間は1 - 4年ほどで、7月 - 12月に産卵のために生まれ育った河川へと遡上する。海洋での回遊範囲は広い。
主な餌は動物プランクトンで、特にコペポーダ（カイアシ類）やオキアミ類などのプランクトン性甲殻類を摂食するが、アラスカ湾ではヒメドスイカなどのマイクロ・ネクトンもよく摂餌する。プランクトンを漉し取る鰓耙の数は、サケ類の中では突出して多い。

## 繁殖放流

### 日本
択捉島のウルモベツ湖あるいは阿寒湖産を種苗魚として、1893年の北海道内の支笏湖を最初の例として本州の十和田湖、中禅寺湖などいくつもの湖にも移植されている。北海道の安平川水系美々川などでは、国産のベニザケを回帰させようと1960年代から試験的な放流が行われ、最高で約5,000尾が回帰した。回帰率は、概ね0.5%である（シロザケは一般に3%とされる）。
河川回帰と遡上を目的として、ウトナイ湖に注ぐ美々川や安平川、静内川、釧路川、西別川で放流が行われる。研究の結果、0歳魚の8月と1歳魚の5-6月にスモルト化することが明らかとなったため、0歳魚を長日条件下で飼育して11月に約12 cmに成長したスモルト化個体を放流している。
安平川では回帰した個体の遡上が確認されている。また、湖沼残留型（陸封型）のヒメマスとしての養殖放流事業も行われている。

## 陸上養殖
岡山理科大学とNTT東日本が陸上養殖の研究を行っている。

## 利用
他のサケ類と同様に、本種も重要な水産資源とされる。
1930年（昭和5年）以前にはウルモベツ湖が最大の産地であったが、その後の日本市場に並ぶ個体はロシアやアメリカアラスカ州などからの輸入物が主となっている。一方で北海道では、秋になれば道産の鮭がスーパーマーケットにも並ぶ。2020年（令和2年）秋の北海道連合海区内におけるサケ漁獲数は14,107,014尾となっている。
主な加工法は塩漬け（塩鮭）、燻製（スモークサーモン）、冷凍（ルイベ）。特に塩蔵品は、サケ類の中でも屈指の美味と言われている。

## 保全状態評価
- LEAST CONCERN (IUCN Red List Ver. 3.1 (2001))